# 米哈廖夫斯科耶湖
60°56′43″N 29°28′52″E / 60.94528°N 29.48111°E
米哈廖夫斯科耶湖（俄语：Михалёвское），是俄羅斯的湖泊，位於該國西北部，由列寧格勒州負責管轄，面積7平方公里，海拔高度18米，集水區面積563平方公里。